# Jamestown (Missouri)
Jamestown és una població dels Estats Units a l'estat de Missouri. Segons el cens del 2000 tenia 382 habitants.

## Demografia
Segons el cens del 2000, Jamestown tenia 382 habitants, 175 habitatges, i 103 famílies. La densitat de població era de 147,5 habitants per km².
Dels 175 habitatges en un 27,4% hi vivien nens de menys de 18 anys, en un 44,6% hi vivien parelles casades, en un 9,7% dones solteres, i en un 40,6% no eren unitats familiars. En el 36% dels habitatges hi vivien persones soles el 16% de les quals corresponia a persones de 65 anys o més que vivien soles. El nombre mitjà de persones vivint en cada habitatge era de 2,18 i el nombre mitjà de persones que vivien en cada família era de 2,81.
Per edats la població es repartia de la següent manera: un 23% tenia menys de 18 anys, un 8,9% entre 18 i 24, un 27% entre 25 i 44, un 24,3% de 45 a 60 i un 16,8% 65 anys o més.
L'edat mediana era de 38 anys. Per cada 100 dones de 18 o més anys hi havia 86,1 homes.
La renda mediana per habitatge era de 31.667 $ i la renda mediana per família de 41.389 $. Els homes tenien una renda mediana de 27.917 $ mentre que les dones 20.461 $. La renda per capita de la població era de 16.498 $. Entorn del 3,7% de les famílies i el 8,1% de la població estaven per davall del llindar de pobresa.

## Poblacions més properes
El següent diagrama mostra les poblacions més properes.